# 2001-es Copa América
A 2001-es Copa América a 40. kiírása volt a dél-amerikai válogatottak első számú tornájának. A kontinenstornát a CONMEBOL szervezte, melynek először volt a házigazdája Kolumbia. A tornát a hazai, kolumbiai csapat nyerte meg, története során először. A győztes részt vehetett a 2003-as konföderációs kupán.
A CONCACAF szövetségből eredetileg Kanadát és Mexikót hívták meg. Június 28-án politikai okok miatt elvették a rendezés jogát Kolumbiától, de június 30-án visszaadták és a tornát 2002-re halasztották. Végül július 5-én úgy döntöttek, hogy az eredeti tervek szerint rendezik a tornát. Július 6-án Kanada, majd július 10-én Argentína is visszalépett, helyettük Costa Rica és Honduras vett részt.

## Résztvevők
| - Bolívia - Brazília - Chile - Costa Rica | - Honduras - Ecuador - Kolumbia - Mexikó | - Paraguay - Peru - Venezuela - Uruguay |

## Helyszínek
| Város        | Stadion                         | Befogadóképesség |
| ------------ | ------------------------------- | ---------------- |
| Armenia      | Estadio Centenario              | 29 000           |
| Barranquilla | Estadio Metropolitano           | 60 000           |
| Bogotá       | Estadio El Campín               | 48 300           |
| Cali         | Estadio Pascual Guerrero        | 45 625           |
| Manizales    | Estadio Palogrande              | 36 553           |
| Medellín     | Estadio Atanasio Girardot       | 52 000           |
| Pereira      | Estadio Hernán Ramírez Villegas | 30 313           |

## Eredmények
A tizenkét résztvevőt 3 darab 4 csapatos csoportba sorsolták. A csoportok végső sorrendje körmérkőzések után alakult ki. A csoportok első két helyezettje, valamint a két legjobb harmadik helyezettje jutott tovább a negyeddöntőbe, ahonnan egyenes kieséses rendszerben folytatódtak a küzdelmek.

### Csoportkör
A győzelem három, a döntetlen egy pontot ért. Ha két vagy több csapat azonos ponttal állt, az alábbiak alapján határozták meg a sorrendet:
1. az összes mérkőzésen elért jobb gólkülönbség
2. az összes mérkőzésen szerzett több gól
3. az érintett csapatok mérkőzésein szerzett több pont
4. sorsolás

| Jelmagyarázat                                                                                     |
| ------------------------------------------------------------------------------------------------- |
| A csoportok első két helyezettje bejutott az egyenes kieséses szakaszba.                          |
| A csoportok legjobb két harmadik helyezettje bejutott az egyenes kieséses szakaszba.              |
| A csoportok legrosszabb harmadik helyezettje, valamint a csoportok negyedik helyezettjei kiestek. |

- Az időpontok helyi idő szerint (UTC–5) vannak feltüntetve.

#### A csoport
| Csapat    | M | Gy | D | V | G+ | G– | Gk | P |
| --------- | - | -- | - | - | -- | -- | -- | - |
| Kolumbia  | 3 | 3  | 0 | 0 | 5  | 0  | +5 | 9 |
| Chile     | 3 | 2  | 0 | 1 | 5  | 3  | +2 | 6 |
| Ecuador   | 3 | 1  | 0 | 2 | 5  | 5  | 0  | 3 |
| Venezuela | 3 | 0  | 0 | 3 | 0  | 7  | –7 | 0 |

| 2001. július 11. 18:00 |

| Ecuador   | 1–4   | Chile                                     |
| --------- | ----- | ----------------------------------------- |
| Chalá 77' | (0–1) | Navia 29' Montecinos 73' 90' Corrales 85' |

| Estadio Metropolitano, Barranquilla Nézőszám: 40 000 Játékvezető: Gilberto Hidalgo (perui) |

| 2001. július 11. 20:45 |

| Kolumbia                                | 2–0   | Venezuela |
| --------------------------------------- | ----- | --------- |
| Grisales 15' Aristizábal 59' (11-esből) | (1–0) |           |

| Estadio Metropolitano, Barranquilla Nézőszám: 50 000 Játékvezető: René Ortube (bolíviai) |

| 2001. július 14. 16:15 |

| Chile          | 1–0   | Venezuela |
| -------------- | ----- | --------- |
| Montecinos 78' | (0–0) |           |

| Estadio Metropolitano, Barranquilla Nézőszám: 33 000 Játékvezető: Gilberto Alcalá (mexikói) |

| 2001. július 14. 18:30 |

| Kolumbia        | 1–0   | Ecuador |
| --------------- | ----- | ------- |
| Aristizábal 29' | (1–0) |         |

| Estadio Metropolitano, Barranquilla Nézőszám: 40 000 Játékvezető: Ubaldo Aquino (paraguayi) |

| 2001. július 17. 18:30 |

| Ecuador                                  | 4–0   | Venezuela |
| ---------------------------------------- | ----- | --------- |
| Delgado 19' 63' Fernández 29' Méndez 60' | (2–0) |           |

| Estadio Metropolitano, Barranquilla Nézőszám: 20 000 Játékvezető: Gilberto Hidalgo (perui) |

| 2001. július 17. 20:45 |

| Kolumbia                               | 2–0   | Chile |
| -------------------------------------- | ----- | ----- |
| Aristizábal 10' (11-esből) Arriaga 90' | (1–0) |       |

| Estadio Metropolitano, Barranquilla Nézőszám: 50 000 Játékvezető: Jorge Larrionda (uruguayi) |

#### B csoport
| Csapat   | M | Gy | D | V | G+ | G– | Gk | P |
| -------- | - | -- | - | - | -- | -- | -- | - |
| Brazília | 3 | 2  | 0 | 1 | 5  | 2  | +3 | 6 |
| Mexikó   | 3 | 1  | 1 | 1 | 1  | 1  | 0  | 4 |
| Peru     | 3 | 1  | 1 | 1 | 4  | 5  | –1 | 4 |
| Paraguay | 3 | 0  | 2 | 1 | 4  | 6  | –2 | 2 |

| 2001. július 12. 17:30 |

| Peru                                  | 3–3   | Paraguay                   |
| ------------------------------------- | ----- | -------------------------- |
| Lobatón 16' Pajuelo 57' Del Solar 72' | (1–1) | Ferreira 23' 64' Garay 90' |

| Estadio Pascual Guerrero, Cali Nézőszám: 35 000 Játékvezető: Ángel Sánchez (argentin) |

| 2001. július 12. 19:45 |

| Brazília | 0–1   | Mexikó                 |
| -------- | ----- | ---------------------- |
|          | (0–1) | Borgetti 5' (11-esből) |

| Estadio Pascual Guerrero, Cali Nézőszám: 38 000 Játékvezető: Óscar Ruiz (kolumbiai) |

| 2001. július 15. 16:00 |

| Brazília                  | 2–0   | Peru |
| ------------------------- | ----- | ---- |
| Guilherme 9' Denilson 85' | (1–0) |      |

| Estadio Pascual Guerrero, Cali Nézőszám: 30 000 Játékvezető: Jorge Larrionda (uruguayi) |

| 2001. július 15. 18:15 |

| Paraguay | 0–0 | Mexikó |
| -------- | --- | ------ |
|          |     |        |

| Estadio Pascual Guerrero, Cali Nézőszám: 40 000 Játékvezető: Roger Zambrano (ecuadori) |

| 2001. július 18. 17:30 |

| Peru       | 1–0   | Mexikó |
| ---------- | ----- | ------ |
| Holsen 48' | (0–0) |        |

| Estadio Pascual Guerrero, Cali Nézőszám: 20 000 Játékvezető: René Ortubé (bolíviai) |

| 2001. július 18. 19:45 |

| Brazília                           | 3–1   | Paraguay                 |
| ---------------------------------- | ----- | ------------------------ |
| Alex 60' Belletti 89' Denilson 90' | (0–1) | Alvarenga 11' (11-esből) |

| Estadio Pascual Guerrero, Cali Nézőszám: 40 000 Játékvezető: Ángel Sánchez (argentin) |

#### C csoport
| Csapat     | M | Gy | D | V | G+ | G– | Gk | P |
| ---------- | - | -- | - | - | -- | -- | -- | - |
| Costa Rica | 3 | 2  | 1 | 0 | 6  | 1  | +5 | 7 |
| Honduras   | 3 | 2  | 0 | 1 | 3  | 1  | +2 | 6 |
| Uruguay    | 3 | 1  | 1 | 1 | 2  | 2  | 0  | 4 |
| Bolívia    | 3 | 0  | 0 | 3 | 0  | 7  | –7 | 0 |

| 2001. július 13. 18:00 |

| Bolívia | 0–1   | Uruguay       |
| ------- | ----- | ------------- |
|         | (0–0) | Chevantón 60' |

| Estadio Atanasio Girardot, Medellín Nézőszám: 38 000 Játékvezető: Mauricio Navarro (kanadai) |

| 2001. július 13. 20:15 |

| Honduras | 0–1   | Costa Rica   |
| -------- | ----- | ------------ |
|          | (0–0) | Wanchope 63' |

| Estadio Atanasio Girardot, Medellín Nézőszám: 35 000 Játékvezető: Mario Sánchez (chilei) |

| 2001. július 16. 18:00 |

| Uruguay        | 1–1   | Costa Rica   |
| -------------- | ----- | ------------ |
| C. Morales 53' | (0–1) | Wanchope 28' |

| Estadio Atanasio Girardot, Medellín Nézőszám: 20 000 Játékvezető: Carlos Simon (brazil) |

| 2001. július 16. 20:15 |

| Honduras        | 2–0   | Bolívia |
| --------------- | ----- | ------- |
| Guevara 53' 68' | (0–0) |         |

| Estadio Atanasio Girardot, Medellín Nézőszám: 25 000 Játékvezető: John Toro Rendón (kolumbiai) |

| 2001. július 19. 18:00 |

| Bolívia | 0–4   | Costa Rica                             |
| ------- | ----- | -------------------------------------- |
|         | (0–1) | Wanchope 45' 71' Bryce 63' Fonseca 84' |

| Estadio Atanasio Girardot, Medellín Nézőszám: 25 000 Játékvezető: Luis Solórzano (venezuelai) |

| 2001. július 19. 20:15 |

| Honduras    | 1–0   | Uruguay |
| ----------- | ----- | ------- |
| Guevara 86' | (0–0) |         |

| Estadio Atanasio Girardot, Medellín Nézőszám: 35 000 Játékvezető: Roger Zambrano (uruguayi) |

#### Harmadik helyezett csapatok sorrendje
Sorrend meghatározása
1. az összes mérkőzésen szerzett több pont
2. az összes mérkőzésen elért jobb gólkülönbség
3. az összes mérkőzésen szerzett több gól
4. sorsolás

| Csoport | Csapat  | M | Gy | D | V | G+ | G– | Gk | P |
| ------- | ------- | - | -- | - | - | -- | -- | -- | - |
| C       | Uruguay | 3 | 1  | 1 | 1 | 2  | 2  | 0  | 4 |
| B       | Peru    | 3 | 1  | 1 | 1 | 4  | 5  | –1 | 4 |
| A       | Ecuador | 3 | 1  | 0 | 2 | 5  | 5  | 0  | 3 |

### Egyenes kieséses szakasz
|  |                        |              |                        |                      |   |           |                     |                     |                     |                     |               |       |       |
|  | Negyeddöntők           | Negyeddöntők | Negyeddöntők           |                      |   | Elődöntők | Elődöntők           | Elődöntők           |                     |                     | Döntő         | Döntő | Döntő |
|  | Negyeddöntők           | Negyeddöntők | Negyeddöntők           |                      |   | Elődöntők | Elődöntők           | Elődöntők           |                     |                     | Döntő         | Döntő | Döntő |
|  | július 22. – Pereira   |              |                        |                      |   |           |                     |                     |                     |                     |               |       |       |
|  |                        |              |                        |                      |   |           |                     |                     |                     |                     |               |       |       |
|  | Chile                  | Chile        | 0                      |                      |   |           |                     |                     |                     |                     |               |       |       |
|  | Chile                  | Chile        | 0                      | július 25. – Pereira |   |           |                     |                     |                     |                     |               |       |       |
|  | Mexikó                 | Mexikó       | 2                      |                      |   |           |                     |                     |                     |                     |               |       |       |
|  | Mexikó                 | Mexikó       | 2                      |                      |   | Mexikó    | Mexikó              | 2                   |                     |                     |               |       |       |
|  | július 22. – Armenia   |              |                        |                      |   | Mexikó    | Mexikó              | 2                   |                     |                     |               |       |       |
|  |                        |              | Uruguay                | Uruguay              | 1 |           |                     |                     |                     |                     |               |       |       |
|  | Uruguay                | Uruguay      | Uruguay                | Uruguay              | 1 | 2         |                     |                     |                     |                     |               |       |       |
|  | Uruguay                | Uruguay      |                        |                      |   | 2         | július 29. – Bogotá |                     |                     |                     |               |       |       |
|  | Costa Rica             | Costa Rica   | 1                      |                      |   |           |                     |                     |                     |                     |               |       |       |
|  | Costa Rica             | Costa Rica   | 1                      |                      |   | Mexikó    | Mexikó              | 0                   |                     |                     |               |       |       |
|  | július 23. – Manizales |              |                        |                      |   | Mexikó    | Mexikó              | 0                   |                     |                     |               |       |       |
|  |                        |              | Kolumbia               | Kolumbia             | 1 |           |                     |                     |                     |                     |               |       |       |
|  | Brazília               | Brazília     | Kolumbia               | Kolumbia             | 1 | 0         |                     |                     |                     |                     |               |       |       |
|  | Brazília               | Brazília     | július 26. – Manizales |                      |   | 0         |                     |                     |                     |                     |               |       |       |
|  | Honduras               | Honduras     | 2                      |                      |   |           |                     |                     |                     |                     |               |       |       |
|  | Honduras               | Honduras     | 2                      |                      |   | Honduras  | Honduras            | 0                   | Bronzmérkőzés       | Bronzmérkőzés       | Bronzmérkőzés |       |       |
|  | július 23. – Armenia   |              |                        |                      |   | Honduras  | Honduras            | 0                   | Bronzmérkőzés       | Bronzmérkőzés       | Bronzmérkőzés |       |       |
|  |                        |              | Kolumbia               | Kolumbia             | 2 |           |                     | július 28. – Bogotá | július 28. – Bogotá | július 28. – Bogotá |               |       |       |
|  | Kolumbia               | Kolumbia     | Kolumbia               | Kolumbia             | 2 | 3         |                     | július 28. – Bogotá | július 28. – Bogotá | július 28. – Bogotá |               |       |       |
|  | Kolumbia               | Kolumbia     |                        |                      |   |           |                     | Uruguay             | Uruguay             | 2 (4)               |               |       |       |
|  | Peru                   | Peru         | 0                      |                      |   |           |                     | Uruguay             | Uruguay             | 2 (4)               |               |       |       |
|  | Peru                   | Peru         | 0                      |                      |   | Honduras  | Honduras            | 2 (5)               |                     |                     |               |       |       |
|  |                        |              |                        |                      |   | Honduras  | Honduras            | 2 (5)               |                     |                     |               |       |       |

#### Negyeddöntők
| 2001. július 22. 15:00 |

| Chile | 0–2   | Mexikó                  |
| ----- | ----- | ----------------------- |
|       | (0–1) | Arellano 17' Osorno 78' |

| Estadio Hernán Ramírez Villegas, Pereira Nézőszám: 20 000 Játékvezető: Carlos Simon (brazil) |

| 2001. július 22. 17:30 |

| Uruguay                       | 2–1   | Costa Rica   |
| ----------------------------- | ----- | ------------ |
| Lemos 61' (11-esből) Lima 87' | (0–0) | Wanchope 52' |

| Estadio Centenario, Armenia Nézőszám: 29 000 Játékvezető: Óscar Ruiz (kolumbiai) |

| 2001. július 23. 17:30 |

| Brazília | 0–2   | Honduras              |
| -------- | ----- | --------------------- |
|          | (0–0) | S. Martínez 57' 90+1' |

| Estadio Palogrande, Manizales Nézőszám: 30 000 Játékvezető: Ubaldo Aquino (paraguayi) |

| 2001. július 23. 19:45 |

| Kolumbia                          | 3–0   | Peru |
| --------------------------------- | ----- | ---- |
| Aristizábal 50' 69' Hernández 66' | (0–0) |      |

| Estadio Centenario, Armenia Nézőszám: 30 000 Játékvezető: Gilberto Alcalá (mexikói) |

#### Elődöntők
| 2001. július 25. 19:45 |

| Mexikó                                  | 2–1   | Uruguay        |
| --------------------------------------- | ----- | -------------- |
| Borgetti 14' García Aspe 67' (11-esből) | (1–1) | R. Morales 32' |

| Estadio Hernán Ramírez Villegas, Pereira Nézőszám: 20 000 Játékvezető: Ángel Sánchez (argentin) |

| 2001. július 26. 19:45 |

| Honduras | 0–2   | Kolumbia                  |
| -------- | ----- | ------------------------- |
|          | (0–1) | Bedoya 6' Aristizábal 63' |

| Estadio Palogrande, Manizales Nézőszám: 40 000 Játékvezető: Mario Sánchez (chilei) |

#### 3. helyért
| 2001. július 28. 14:00 |

| Uruguay                                   | 2–2 (h. u.)     | Honduras                                   |
| ----------------------------------------- | --------------- | ------------------------------------------ |
| Bizera 22' A. Martínez 45'                | (2–2, 2–2, 2–2) | S. Martínez 14' Izaguirre 42'              |
| Büntetőpárbaj                             |                 |                                            |
| Sorondo Gutiérrez Rodríguez Lemos Olivera | 4–5             | Pineda S. Martínez García Medina Izaguirre |

| Estadio El Campín, Bogotá Nézőszám: 47 000 Játékvezető: Gilberto Hidalgo (perui) |

#### Döntő
| 2001. július 29. 16:30 |

| Mexikó | 0–1   | Kolumbia       |
| ------ | ----- | -------------- |
|        | (0–0) | I. Córdoba 65' |

| Estadio El Campín, Bogotá Nézőszám: 47 000 Játékvezető: Ubaldo Aquino (paraguayi) |

### Díjak
| A 2001-es Copa América győztese |
| ------------------------------- |
| KOLUMBIA 1. cím                 |

| Legértékesebb játékos |
| --------------------- |
| Amado Guevara         |

### Gólszerzők
| 6 gólos - Víctor Aristizábal 5 gólos - Paulo César Wanchope 3 gólos - Cristian Montecinos - Amado Guevara - Saul Martínez 2 gólos - Denilson - Agustín Delgado - Jared Borgetti - Virgilio Ferreira | 1 gólos - Alex - Juliano Belletti - Guilherme - Marcelo Corrales - Reinaldo Navia - Steven Bryce - Rolando Fonseca - Cléber Chalá - Ángel Fernández - Edison Méndez - Júnior Izaguirre - Eulalio Arriaga - Gerardo Bedoya - Freddy Grisales - Giovanny Hernández - Iván Córdoba | 1 gólos (folytatás) - Jesús Arellano - Alberto García Aspe - Daniel Osorno - Guido Alvarenga - Silvio Garay - José del Solar - Roberto Holsen - Abel Lobatón - Juan Pajuelo - Joe Bizera - Javier Chevantón - Carlos María Morales - Rodrigo Lemos - Martín Lima - Andrés Martínez - Richard Morales |

### Végeredmény
Az első négy helyezett utáni sorrend nem tekinthető hivatalosnak, mivel ezekért a helyekért nem játszottak mérkőzéseket. Ezért e helyezések meghatározásához az alábbiak lettek figyelembe véve:
1. több szerzett pont (a 11-esekkel eldöntött találkozók a hosszabbítást követő eredménnyel, döntetlenként vannak feltüntetve)
2. jobb gólkülönbség
3. több szerzett gól

A hazai csapat eltérő háttérszínnel kiemelve.
| Helyezés | Nemzet     | M | Gy | D | V | G+ | G– | Gk  | P  |
| -------- | ---------- | - | -- | - | - | -- | -- | --- | -- |
| Arany    | Kolumbia   | 6 | 6  | 0 | 0 | 11 | 0  | +11 | 18 |
| Ezüst    | Mexikó     | 6 | 3  | 1 | 2 | 5  | 3  | +2  | 10 |
| Bronz    | Honduras   | 6 | 3  | 1 | 2 | 7  | 5  | +2  | 10 |
| 4.       | Uruguay    | 6 | 2  | 2 | 2 | 7  | 7  | 0   | 8  |
|          |            |   |    |   |   |    |    |     |    |
| 5.       | Costa Rica | 4 | 2  | 1 | 1 | 7  | 3  | +4  | 7  |
| 6.       | Brazília   | 4 | 2  | 0 | 2 | 5  | 4  | +1  | 6  |
| 7.       | Chile      | 4 | 2  | 0 | 2 | 5  | 5  | 0   | 6  |
| 8.       | Peru       | 4 | 1  | 1 | 2 | 4  | 8  | –4  | 4  |
|          |            |   |    |   |   |    |    |     |    |
| 9.       | Ecuador    | 3 | 1  | 0 | 2 | 5  | 5  | 0   | 3  |
| 10.      | Paraguay   | 3 | 0  | 2 | 1 | 4  | 6  | –2  | 2  |
| 11.      | Bolívia    | 3 | 0  | 0 | 3 | 0  | 7  | –7  | 0  |
| =        | Venezuela  | 3 | 0  | 0 | 3 | 0  | 7  | –7  | 0  |

## Külső hivatkozások
- Copa América 2001